# Arnolfo B. Ferruolo
Arnolfo B. Ferruolo (* 1913; † 20. Februar 1982 in Berkeley) war ein US-amerikanischer Romanist und Italianist.

## Leben und Werk
Arnolfo Bartolomeo Ferruolo lehrte von 1951 bis 1956 an der Harvard University und war ab 1957 an der University of California at Berkeley Professor für Italienisch. Der Schwerpunkt seiner Forschung lag in der Renaissance.